# Культура Азербайджанской Демократической Республики

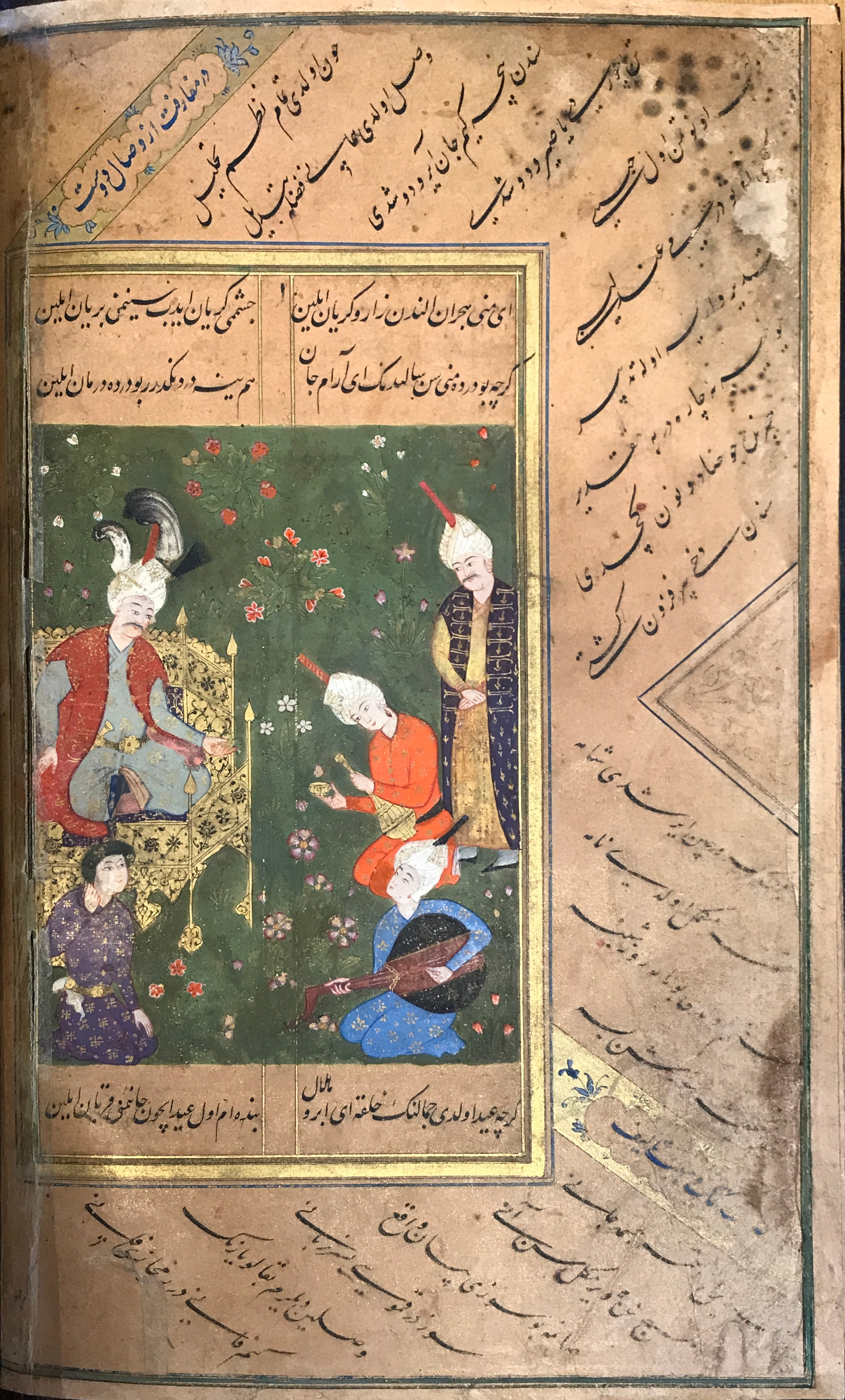
Диван Шаха Исмая

Культура Азербайджанской Демократической Республики - развитие культуры в период Азербайджанской Демократической Республики в 1918 - 1920 годах.

## Печать
За два года существования АДР в стране вышло около 100 наименований газет и журналов. С точки зрения идейной направленности печати 1918-1920 гг. ее можно сгруппировать следующим образом:
1. Национальная печать, пропагандирующая идеи Азербайджанской Демократической Республики,
2. Большевистская печать (оппозиционная),
3. Эсеро-меньшевистская печать,
4. Беспартийные информативные газеты и журналы[1].

Образцами национальной печати являются такие печатные органы, как "Истиглал" (1918-20), "Азербайджан" (1918-20), "Овраги-Нафиси" (1919), "Гуртулуш" (1920), "Маданият" (1920), "Шейпур" (1918-19), "Занбур" (1919) и др.
Печатные издания в Баку, Гяндже, Шуше, Тифлисе и других культурно-административных центрах публиковались не только на азербайджано-турецком, но и на русском, грузинском, польском, фарси, немецком и других языках.

## Образование
Министерство Народного Просвещения возглавлял Насиб бек Усуббеков. При министерстве функционировал отдел археологии.
28 августа 1918 года была проведена национализация школ. Наряду со школами, были открыты мужские и женские гимназии. В Баку, Гяндже, Газахе, Шуше, Нухе, Губе открылись специальные педагогические курсы с целью подготовки квалифицированных кадров. Появилась комиссия по подготовке учебников на азербайджанском языке.
Весной 1919 года под руководством X. Мелик-Асланова была организована особая комиссия по реформе алфавита.
Азербайджанское отделение Горийской учительской семинарии было перенесено в Газах. В 1919 году открылся первый в стране Бакинский Университет (ныне: Бакинский Государственный Университет).
Были учреждены общества «Тюрк Оджагы», «Общество по изучению мусульманского Востока», Национальная библиотека, Национальный музей «Истиглал» и т.д.

## Театр
В результате активного вмешательства государства, в развитии азербайджанского театра произошли важные изменения. В Баку возникли условия для реорганизации театральных трупп. Первой труппой, возобновившей свою деятельность в Баку в период республики, были «Братья Гаджибековы». Членами труппы являлись Гаджиага Аббасов, Мирзага Алиев, Ахмед Агдамский, Джалил Багдадбеков, Гусейн Араблинский, Гусейнкули Сарабский, Мухтар Магометзаде, Рза Дараблы, Сидги Рухулла, Алекпер Гусейнзаде, Мамедтаги Багирзаде, Мирмахмуд Кязимовский и др.
В Шуше и Нахичевани функционировали филиалы театрального управления братьев Гаджибековых.
Согласно Постановлению правительства от 9 октября 1918 года, театральное дело было передано в распоряжение Министерства просвещения. 18 октября было принято решение о приобретении для государственного театра здания театра братьев Маиловых (ныне Азербайджанский Государственный академический театр оперы и балета).
4 ноября 1918 года на сцене театра была поставлена трагедия Наримана Нариманова "Надир шах".
На заседании Совета министров 17 ноября 1919 года, был одобрен законопроект, предусматривающий создание государственного турецкого оперно-драматического театра. Азербайджанский театр был национализирован и передан под покровительство государства.

## Музыка
Первые азербайджанские оперы были поставлены на сцене Государственного театра. Так, опера «Шах Исмаил» Муслима Магомаева, написанная в 1916 году, была поставлена в 1919 году.
В 1919 году Узеиром Гаджибековым был написан ряд хореографических произведений: "Дагестан" ("Гайтаги"), "Азербайджан" и др. Им же был написан "Гимн Азербайджана".
Такие народные ханенде и ашуги, как Джаббар Гарягдыоглы, Кечачи Мухаммед, Сеид Шушинский, Меджид Бейбутов и другие сыграли важную роль в развитии азербайджанской музыки. Развитие получила инструментальная музыка.

## Изобразительное искусство
В изобразительном искусстве со дня провозглашения Азербайджанской Демократической Республики, особое значение придавалось созданию государственных символов. 9 ноября 1918 года Правительство республики приняло Постановление «Об утверждении флага».
23 марта 1919 года правительством было принято решение об объявлении конкурса на разработку проектов государственного герба и печати, военных орденов, государственного герба и печати.
В разработке государственного герба, орденов и медалей принимал участие скульптор Зейнал Ализаде. На выпущенных по его проекту нагрудных и памятных медалях были выгравированы здание парламента, флаги, полумесяц, восьмиконечная звезда, восход солнца, венки из роз.
В журнале "Занбур", который издавался в 1919 году, публиковались карикатуры художника Азима Азимзаде.
Была создана первая студия живописи. Художником Бахрузом Кенгерли была организована галерея образов беженцев.

## Архитектура
Определенные шаги были предприняты также в области архитектуры и скульптурного искусства. Предполагалось открытие класса скульптуры при Бакинском техническом училище. Школа для девочек "Исмаилия" были восстановлены по проектам архитектора Зивар бека Ахмедбекова, занимавшего пост главного архитектора города в АДР. По его инициативе, для восстановления разрушенного города Шамахи было учреждено новое Ширванское общество. Также было создана Общество любителей и хранителей исламского искусства. Архитекторы Зивар бек Ахмедбеков, Набиоглу Гаджар, инженеры Мамед Гасан Гаджинский и Гаджи Бек Ахундов занимались изучением комплекса Дворца Ширваншахов.
1 января 1920 года на собрании Союза турецких актеров было решено воздвигнуть памятник на могиле Гусейна Араблинского, одного из основоположников национального театрального искусства. Предполагалось воздвигнуть памятники шехидам, павшим во время Баку в сентябре 1918 года. На строительство мавзолея Низами Гянджеви в Гяндже Министерством народного просвещения было выделено 500 тысяч манатов.
Постановлением Парламента АДР от 1 сентября 1919 года, 100 молодых азербайджанцев были направлены на обучение в высшие учебные заведения Европы.